# Стадион (апория)
Стадион (Ристалище) — апория Зенона Элейского.
Пусть по стадиону движутся по параллельным прямым равные массы с равной скоростью, но в противоположных направлениях. Пусть ряд А1, А2, А3, А4 обозначает неподвижные массы, ряд В1, В2, В3, В4 — массы, движущиеся вправо, а ряд Г1, Г2, Г3, Г4 — массы, движущиеся влево. Будем теперь рассматривать массы Аi, Вi, Гi как неделимые. В неделимый момент времени Вi и Гi проходят неделимую часть пространства. Действительно, если бы в неделимый момент времени некоторое тело проходило бы более одной неделимой части пространства, то неделимый момент времени был бы делим, если же меньше, то можно было бы разделить неделимую часть пространства.
Рассмотрим теперь движение неделимых Вi и Гi друг относительно друга: за два неделимых момента времени Вi пройдёт две неделимые части Аi и одновременно отсчитает четыре неделимые части Гi, то есть неделимый момент времени окажется делимым.
Апория направлена против представления о мере отрезка как о сумме мер неделимых.

## Физическая трактовка
Три параллельных ряда (количество точек в них одинаково) двигаются так: один ряд неподвижен, два других двигаются в противоположных направлениях. В определенное время точки в рядах становятся друг против друга, выходит, точки в нижнем ряду одновременно проходят половину расстояния среднего ряда и половину расстояния верхнего ряда, и значит, они проходят целый ряд, когда остальные ряды проходят только половину ряда. Единица не может быть равна половине, значит движения в принципе нет.
Физическое объяснение таково: при скорости = 0 (неподвижный объект), расстояние пройденное им = 0